# Adam Wiesław Kulik
Adam Wiesław Kulik (ur. 29 stycznia 1950 w Tomaszowie Lubelskim) – poeta, prozaik, twórca filmów dokumentalnych i edukacyjnych, reporter. Z wykształcenia polonista. Zadebiutował na łamach prasy jako poeta w 1978 roku. Rok później ukazał się jego debiutancki tom (wiersze, proza poetycka) Pejzaże z Panem Lemonem. Odtąd Pan Lemon będzie towarzyszył autorowi w książkach poetyckich i prozatorskich aż po „Czas hieny”, wydany w 2011.

## Życiorys
Rodzina Kulików w XVIII wieku mieszkała w Rachaniach, dawnym miasteczku na Ziemi Zamojskiej. Przyszły pisarz spędził dzieciństwo w osadach pracowniczych Cukrowni Wożuczyn (zamojskie) oraz Cukrowni Włostów (kieleckie). W 1962 roku po śmierci partnera matki pisarza, rodzina wróciła z Włostowa do Wożuczyna. Tutaj ukończył szkołę podstawową ujawniając już wtedy inklinacje literackie. Matura w Technikum Mechanicznym w Tomaszowie Lubelskim (1969). Studiował filologię polską na UMCS w Lublinie (magisterium 1974). Po studiach w szkole oficerów rezerwy w Łodzi, następnie zesłany do „zielonego garnizonu” w Budowie k. Złocieńca (dawny ośrodek przygotowań sportowców niemieckich na olimpiadę w Berlinie), na Wale Pomorskim, gdzie terminował w batalionie rozpoznawczym jako przyszły oficer polityczny. Roczny kurs szkolenia wojskowego zakończony promocją na podporucznika rezerwy. 
Od września 1975 pracował w Wojewódzkim Domu Kultury w Zamościu jako instruktor ds. teatru i recytacji. Organizował doroczne Przeglądy Małych Form Teatralnych w Zamościu, Sejmiki Wiejskich Zespołów Teatralnych w Tarnogrodzie (1976-80), przeglądy Ogólnopolskiego Konkursu Recytatorskiego na szczeblu wojewódzkim, Konkursu Recytatorskiego im. Bolesława Leśmiana, który wymyślił. W 1976 powołał Klub Literacki Młodych (później grupa Zamoście). W latach 1978–1983 wydał trzy zbiorowe publikacje literatów z Zamościa w swoim wyborze i redakcji: Almanach KKMP, Modlitwę urojeń szczęśliwych i Pojmowanie słońcem. Pod koniec lat 70. rozpoczął wędrówkę tropami Bolesława Leśmiana (mieszkał w Hrubieszowie i Zamościu), która po 25 latach zakończyła się wydaniem książki Leśmian, Leśmian…. 
Mimo apolityczności (nigdy nie należał do żadnej partii), 28 października 1980 SB rozpoczęła jego inwigilację nadając operacji kryptonim „Niezgoda”. „Figurant sprawy operacyjnego sprawdzenia próbował wykorzystać związki zawodowe do prowadzenia działalności skierowanej przeciwko organom państwowym w Woj. Domu Kultury Zamość. Donosiło na niego czterech TW, sądząc po tematyce donosów dotyczących spraw prywatnych, musieli to być bliscy znajomi. Inwigilację zakończono 13 sierpnia 1983 r. W grudniu 1981, jako oficer rezerwy, powołany na 3 miesiące do jednostki wojskowej w Hrubieszowie, była to inna forma internowania tzw. „elementu niepewnego”. W 1982 roku wziął ślub z Marią Małgorzatą Tkaczykówną i urodził się ich syn Mateusz Szczęsny. W 1983 pracował w Towarzystwie Wiedzy Powszechnej w Lublinie. W 1983 urodziła się córka Łucja Aleksandra. Od 1984 był szefem działu kultury w Przedsiębiorstwie Usług Socjalnych Budownictwa w Lublinie. W 1985 rodzina powiększa się o córkę Joannę Różę. Stan wojenny załamał go psychicznie – nawiązał listowny kontakt z Gustawem Herlingiem-Grudzińskim i Czesławem Miłoszem. Pod wpływem przeżyć związanych ze stanem wojennym zmienił koncepcję drugiej powieści pt. Gra. 
W 1987 r. wraz z przyjaciółmi artystami malarzami, wyruszył w pierwszą, rowerową podróż po Ścianie Wschodniej z zamiarem odszukania i dokumentowania ocalałych, kresowych reliktów I i II Rzeczypospolitej. Wyprawa przerodziła się w pasję poznawczą, dokumentacyjną i popularyzatorską zapomnianych, barwnych, ważnych kulturowo i historycznie ziem wschodniego pogranicza. Z czasem zaowocowała dziesiątkami artykułów prasowych i ponad setką filmów i reportaży zrealizowanych dla wszystkich programów Telewizji Polskiej. W latach 1989–1991 publikował w Tygodniku Wschodnim „Relacje” i „Nowe Relacje” (cykl Z biegiem Bugu). Trudny czas przemian systemowych w kraju, efemeryczność czasopism – w „Tygodniku Współczesnym” pracował tylko 3 miesiące, kazał szukać pewniejszego oparcia. W 1991 roku rozpoczął pracę w Lubelskim Ośrodku TV i pracuje tam nadal.
Telewizyjne filmy z pogranicza wschodniego o mniejszościach narodowych, religijnych, twórcach kultury i sztuki z pograniczem związanych, stały się znakiem rozpoznawczym jego twórczości reporterskiej i dokumentalnej. Z biegiem lat pojawiły się książki o tej tematyce: Droga na południe, KAW Lublin (2002) i Czas hieny, Arcana (2011). Narzucony program przywracania zapomnianych, wschodnich ziem Rzeczypospolitej naturalnemu krwiobiegowi kultury narodowej zaowocował realizacją filmów o twórcach związanych z Ziemią Lubelską i Zamojską jak Artur Grottger, Fryderyk Chopin, Władysław Czachórski, Józef I. Kraszewski, Henryk Sienkiewicz, Karol Lipiński, Bolesław Leśmian, Edward Hartwig, Andrzej Nikodemowicz, Leon Wyczółkowski, czy uczeń Haydna – Franciszek Lessel. W 1996 rodzina powiększyła się o córkę Malwinę Wiktorię. Lata 90. XX wieku to intensywna praca w telewizji i spełnienie marzeń o podróżach, odreagowanie „komunistycznego więzienia” za żelazną kurtyną. Wyjeżdżał do Paryża (1991), nawiązał współpracę z Jerzym Giedroyciem i paryską „Kulturą”, realizował filmy i reportaże na Ukrainie, Litwie, Białorusi i w Austrii. Wojażował z kamerą po Indonezji, Indiach, Sri Lance i Tajlandii, po Sycylii i Turcji.

## Twórczość

### Literatura
Twórczość literacka w okresie zamojskim to wiersze, proza poetycka i proza eksperymentalna (powieści Lot i Gra), sytuująca się blisko nouveau roman, prozy iberoamerykańskiej, wykorzystująca dokonania Joyce’a, Witkacego, Leopolda Buczkowskiego. Henryk Bereza zaliczył ją do zjawiska, które nazwał „rewolucją artystyczną w polskiej prozie” współczesnej. 
Proza Kulika jest mocno osadzona w rzeczywistości, jeśli ją karykaturyzuje, to by pokazać jej prawdziwe, zdeformowane, wykoślawione przez komunizm, a potem postkomunizm, oblicze. Autor unika piętrowych eksperymentów formalnych obliczonych na zaskoczenie czytelnika. To cezura oddzielająca jego utwory od francuskiej „nowej powieści” często bazującej na strukturach malarskich (te próby także Kulikowi nie są obce), czy matematycznych. Nowoczesna, rozwichrzona, nasycona monologami wewnętrznymi (czasem piętrowymi!), na pozór chaotyczna forma powieści jest świadectwem czasu, w którym powstała. Po hekatombie dwóch wojen światowych, próbach zagłady całych narodów, po najeździe Bolszewików w 1920 roku na Polskę, po blisko półwiecznym, totalitarnym walcu maglującym środkową Europę, nie da się tej rzeczywistości opisać językiem dziewiętnastowiecznej prozy – powiada pisarz. Taka postawa obraca się przeciw twórcy: drapieżna, bezkompromisowa, pisana bez autocenzura Gra nie mogła ukazać się podczas „wojny polsko-jaruzelskiej” w wydawnictwach drugiego obiegu ze względu na trudności formalne – dla statystycznego czytelnika była nieczytelna. Z powodu cenzury nie mogła też wyjść w oficjalnym obiegu. Czy czytelny okazał się Czas hieny napisany równie bezkompromisowo, chłoszczący polskich polityków za niski poziom intelektualny i moralny, służalczą postawę wobec Rosji i Niemiec? Wiersze i proza poetycka to utwory bardzo osobiste, z pozoru chłodne, sceptyczne, ale pod zewnętrzną powłoką słów głęboko żarliwe. „Pan Lemon Kulika ma coś z Monsieur Teste’a Valery’ego”. Piotr Kuncewicz zaliczył autora do pokolenia Nowej Prywatności.

### Film
Poetyka filmów Adama Kulika wykracza poza warsztat telewizyjnego dokumentalisty i jest na pierwszy rzut oka rozpoznawalna. Czuje się, że autor ma za sobą kilka tomów poezji. Pierwsze filmy i reportaże o pograniczu wschodnim z początku lat 90. XX wieku ujawniały proweniencję literacką autora. Z czasem na plan pierwszy wysunęło się myślenie obrazem. Wykształcenie polonistyczne, znajomość malarstwa i muzyki klasycznej wręcz implikowały powstanie filmów o pisarzach, artystach malarzach i zapomnianych, polskich kompozytorach. Rozległa wiedza i bunt przeciwko nieustającym i wciąż pogłębianym przez pewne, „polskie środowiska” kompleksom narodowym, kazały mu zająć się polskimi twórcami, znaczącymi dla kultury europejskiej, a zupełnie zapomnianymi w kraju, np. Karolem Lipińskim, największym polskim kompozytorem przed Chopinem czy wirtuozem fortepianu Franciszkiem Lesslem, zapowiadającym w swojej twórczości nadejście Chopina. Z tego samego powodu zrealizował filmy o Józefie I. Kraszewskim, którego widział jako jednego z najwybitniejszych europejskich intelektualistów i publicystów swojego czasu i wybitnego sowietologa (zanim narodziło się samo pojęcie). Filmy o Karaimach, polskich Tatarach, Ormianach, Żydach, prawosławnych i grekokatolikach, Polakach mieszkających na dawnych kresach (dziś Ukraina, Białoruś), to z kolei ukłon w stronę dziedzictwa I i II Rzeczypospolitej. Rzetelne, realizowane z pełną znajomością rzeczy, poszukujące tego co łączy, nie dzieli.

## Nagrody
- 1986 Bolesława Prusa II stopnia (za powieść Lot)
- 1992 Polcul Foundation
- 2006 III Nagroda w Międzynarodowym Konkursie Telewizyjnym Ukraińskiej Pieśni w Łucku
- 2007 Ambasador Kultury Zamościa
- 2008 Nagroda Artystyczna Miasta Lublin
- 2008 wyróżnienie w 49. Konkursie PTWK Najpiękniejsze Książki Roku – książki naukowe, popularnonaukowe, humanistyka (za książkę Leśmian, Leśmian….)
- 2011 III Nagroda w VI Festiwalu Multimedialnym Polskie Ojczyzny
- 2018 Nagroda Ministra Kultury i Dziedzictwa Narodowego

## Twórczość

### Literatura
- Pejzaże z Panem Lemonem – wiersze, proza poetycka, Lublin 1979
- Lot – powieść, Czytelnik 1985
- Piołunny raj – wiersze, proza poetycka, Iskry 1985
- Ziemie pulsujące – opowiadania, miniatury, proza poetycka Lublin 1990 (ze składu udostępnionego przez PW Iskry)
- Gra – powieść, Wydawnictwo Lubelskie Nowe 1993
- Droga na południe – reportaż literacki, KAW Lublin 2002
- Miasta Polskie. Najpiękniejsze zespoły staromiejskie – eseje historyczne, Arkady 2007
- Leśmian, Leśmian… wspomnienia o poecie, słowo/obraz terytoria 2008
- Czas hieny – opowiadania, Arcana 2011
- Noc kupalna – proza poetycka, Liber Duo 2015
- Nostalgia Wschodu. Z biegiem Bugu – opowieść w drodze, TEST 2016
- Z wysokości mojego urwiska - wiersze, tomik bibliofilski 33 egz., Mordellus Press Berlin - Toronto 2019
- Polscy twórcy pięknodruków poza krajem, tom bibliofilski, Mordellus Pres Berlin - Lublin -Toronto 2020
- Nostalgia Wschodu. Śladami unitów - opowieść w drodze, Novae Res 2023

### Redakcja
- Almanach KKMP, Zamość 1978
- Modlitwa urojeń szczęśliwych, Zamość 1982
- Pojmowanie słońcem, Zamość 1983

### Słowo wstępne
- Zamość, Wydawnictwo Lipiec Zamość 2003
- Świat chałup, stodół i opłotków. Wieś w obiektywie Feliksa Łukowskiego, Zamość 2005
- William Szekspir, BWA – Galeria Zamojska, Zamość 2014

### Film
Ważniejsze filmy dokumentalne i edukacyjne spośród ok. 300 zrealizowanych dla TVP.

- Pogranicze (cykl, 12 odc.) TV Edukacyjna,1992
- Zostały tylko fotografie (o fotografach Zamojszczyzny) TVE, 1992
- Unickie cerkwie pogranicza TVE, 1993
- Trwam niby modlitwa (o Bolesławie Leśmianie) TVE, 1993
- Tu jestem, w mrokach ziemi (o Bolesławie Leśmianie) TV Lublin, 1993
- Związek Polaków w Austrii STRZECHA TV Lublin, 1994
- Hartwig TVP Program 2, 1994
- Greckokatolickie cerkwie pogranicza TVP Program 2, 1994
- Święty Onufry TVP Program 2, 1994
- I co dalej, panie Hartwig TVE, 1994
- Miasta kresowe. Krasnystaw TVE, 1995
- Miasta kresowe. Szczebrzeszyn TVE, 1995
- Zygmunt Jarmuł (rzeźbiarz ze Szczebrzeszyna) TV Lublin, 1995
- Marek Antoni Terlecki (malarz z Zamościa) TVE, 1995
- Maria (Urban-Mieszkowska) TVE, 1995
- Julia Hartwig TVP Program 1, 1995
- Browary Polskie (cykl, 18 odc.) TVE, 1995-1997
- Kurhany i powroty (o malarzu Ryszardzie Lisie) TV Lublin, 1996
- Opowieść o Aleksandrze Wachniewskiej (malarce ze Zwierzyńca) TV Lublin, 1997
- Strach w krajobrazie (o malarzu Marku Rzeźniaku) TV Lublin, 1997
- Mityczne światy Jurka Tyburskiego TV Lublin, 1997
- Bliskie nie znane (cykl, 13 odc. o pochodzeniu roślin uprawnych) TVE, 1997-1998
- Pasje pani profesor (o Irenie Sławińskiej) TVE, 1998
- Doktryna i sztuka TVE, 1998
- Goci z Kotliny Hrubieszowskiej TVE, 1998
- Mroczne światy Andrzeja Łuczeńczyka TV Lublin, 1998
- Czysty jak źródło w górach (o pisarzu Zbigniewie Jakubiku) TV Lublin, 1998
- Szpital leśny 665 TV Lublin, 1998
- Śladami bohaterów Ogniem i mieczem TVP Program 1, 1999
- Półtraktat o lewitacji (o Bogdanie Madeju) TVE, 1999
- Świadek Apokalipsy (o Zygmuncie Klukowskim) TVE, 1999
- Kaplice na wodzie TV Lublin, 1999
- Portret duszy – może mojej… (o Krystynie Brzechwie) TV Lublin, 1999
- W sztuce szukam spokoju, uładzenia… (o Danucie Kołwzan-Nowickiej) TV Lublin, 1999
- Kaplice i kapliczki Roztocza TVP Polonia, 2000
- Dzieje wiedeńskiej Polonii (cz. 1 i 2) TVP Polonia, 2000
- Lublin – miasto Trybunału Koronnego TVP Program 1, 2000
- Polskimi śladami po Wiedniu TVP Polonia, 2000
- Dzicy wojownicy stepu (o polskich Tatarach) TVP Polonia, 2000
- Kresowa rodzina Rożańskich TVP Polonia, 2000
- Żydowskie Miasto w Lublinie TVP Program 1, 2000
- Polesia czar (o fotografiach Józefa Szymańczyka) TVP Polonia, 2000
- Pasje księdza proboszcza (Jerzego Hanaja z Piotrawina) TVP Polonia, 2000
- Na granicy światów (o Karaimach w Polsce i na Litwie) TV Lublin, 2001
- Poczta Polska TV Lublin, 2001
- Ormianie Polscy TV Lublin 2002
- Najmniejszy naród, największa rodzina (o Karaimach) TVP 3 Regionalna, 2002
- Wizyta w Poturzynie (o Fryderyku Chopinie) TVP 3 Regionalna, 2002
- Grottger na Zamojszczyźnie TVP Polonia, 2003
- Odessa – polskimi śladami TVP Polonia, 2003
- Na krańcach dzikich pól TVP Polonia, 2003
- Malarz kresów (o Janie Bułhaku) TVP Polonia, 2004
- Bastiony Rzeczypospolitej TVP Polonia, 2004
- Polaków kijowskie spotkania TVP Polonia, 2004
- Mityczne miasto Bar TVP Polonia, 2004
- Problem techniczny – brak wzroku TVP Polonia, 2005
- Polacy w Żytomierzu TVP Polonia, 2005
- Poeta Ziemi Czerwieńskiej (o Szymonie Szymonowicu) TV Lublin, 2005
- Rej. Po 500 latach TV Lublin, 2005
- Zapomniany wirtuoz (o Karolu Lipińskim) TVP Polonia, 2005
- Fotografowie prowincjonalni TVP Program 1, 2006
- Koneser piękna (o Władysławie Czachórskim) TV Lublin, 2006
- By czas nie zatarł i niepamięć (o Hieronimie Łopacińskim) TV Lublin, 2006
- Lipiński w Dreźnie TV Lublin, 2006
- Wyczółkowskiego pejzaż rodzimy TV Lublin, 2007
- Malarze Polscy. Leon Wyczółkowski TV Lublin, 2007
- Postać modlitwy (o Andrzeju Nikodemowiczu) TV Lublin, 2007
- Grubcio Sarmata (o Włodzimierzu Wiszniewskim) TV Lublin, 2007
- Z biegiem Bugu (cykl, 4 odc.) TVP Polonia, TVP Info, 2007
- 40 hektarów historii TVP Polonia, 2007
- Dwa lata w raju (o artyście introligatorze Ryszardzie Ziembie) TVP Info 2008
- Wielki zapomniany (o Józefie I. Kraszewskim) TV Lublin, 2008
- Noblista z Woli Okrzejskiej TV Lublin, 2008
- Zapomniana muzyka (o Franciszku Lesslu) TV Lublin, TVP Polonia, 2009
- Na krawędzi życia (o Zygmuncie Klukowskim) TV Historia, 2010
- Nadbużańskie misterium (o prawosławnym odpuście w Jabłecznej) TV Historia 2010
- Chodzi nie o mnie, ile o lasy, góry, pola.. (o Leonie Wyczółkowskim) TVP Historia, 2010
- Niepokorny. Rzecz o Konradzie Bielskim TV Lublin, 2011
- Wielkie otwarcie (o pianiście Tomaszu Ritterze) TV Lublin 2013
- Książę Sanguszko. Pro Patria TV Lublin 2016
- Odkrywanie Sienkiewicza TV Lublin 2016
- Poeta exlibrisu (o Zbigniewie Jóźwiku) TVLublin 2017
- Był dla nas jak... Bóg! (o regionaliście Januszu Peterze) Lublin 2021